# Орден Војске Југославије
Орден Војске Југославије је било одликовање Савезне Републике Југославије  и Државне заједнице Србије и Црне Горе у три степена.
Орден је установљен 4. децембра 1998. године доношењем Закона о одликовањима СРЈ. Додељивао га је председник Републике, а касније председник Државне заједнице СЦГ.
Орден Војске Југославије имао је три степена и додељивао се за нарочите заслуге у изградњи и јачању оружаних снага Савезне Републике Југославије или за нарочите успехе у руковођењу војним јединицама, односно војним установама у њиховом оспособљавању за одбрану независности Савезне Републике Југославије.

## Изглед ордена
Орден Војске Југославије првог степена израђен је од сребра, у облику петокраке канелиране звијезде, пречника 68мм, која је позлаћена, а крајеви јој се завршавају лепезасто. Средишњи дио ордена је кружног облика. У средини се налази пластично израђен рељеф од патинираног сребра, пречника 23мм. Рељеф приказује три фигуре: средишња - борца са пушком у ставу одбране, лијева - радника с тешким чекићем, а десна - радинка са ашовом у руци. Око рељефа се налази прстен од легуре бакра и цинка, бијело емајлиран са натписом: "Војска Југославије - одбрана отаџбине". Слова и ивица прстена су позлаћени. Прстен је широк 4мм, а пречник спољњег круга 32мм. Иза рељефа и емајлираног прстена налази се мач од легуре бакра и цинка, посребрено патиниран, у усправном положају, тако да се балчак види у доњем, а врх у горњем делу ордена. Око прстена с натписом пружа се ловоров вијенац од легуре бакра и цинка, емајлиран зелено и позлаћено. Врпца ордена израђена је од бијле моариране свиле, ширине 36мм, са усправном црвеном пругом кроз средину, широком 20 мм. Орден Војске Југославије првог степена носи се на десној
страни груди.
Орден Војске Југославије другог степена је по композицији и величини исти као и Орден Војске Југославије првог степена, али је без ловоровог вијенца и израђен је од позлаћене легуре бакра и цинка. Бијели емајлирани прстен с натписом је широк 5мм, а његова спољна ивица има у доњем дијелу перласти испуст, тако да је пречник прстена са испустом 37мм. Врпца ордена израђена је од бијеле моариране свиле, ширине 36мм, са две црвене усправне пруге у средини, ширине по 9мм. Орден Војске Југославије другог степена носи се на десној
страни груди.
Орден Војске Југославије трећег степена  је по композицији, материјалу и величини исти као и Орден Војске Југославије другог
степена, али је петокрака звезда посребрена. Врпца ордена израђена је од бијеле моариране свиле, ширине 36мм, са три црвене усправне пруге у средини, ширине по 5мм. Орден Војске Југославије трећег степена носи се на десној страни груди.
У визуелном смислу орден је био индентичан Ордену народне армије. За израду идејног решења Ордена народне армије био је расписан конкурс, чији су резултати били објављени у новинама, а прву награду је добио Андреја Андрејевић, умјетнички графичар из Београда.
| Изглед и траке одликовања                | Изглед и траке одликовања               | Изглед и траке одликовања                | Изглед и траке одликовања |
| Орден народне армије са ловоровим венцем | Орден народне армије са златном звездом | Орден народне армије са сребрном звездом |                           |
| ---------------------------------------- | --------------------------------------- | ---------------------------------------- | ------------------------- |
| Изглед одликовања                        |                                         |                                          |                           |
|                                          |                                         |                                          |                           |
| Траке одликовања                         |                                         |                                          |                           |
|                                          |                                         |                                          |                           |